# Teodor Donimirski
Teodor Donimirski (ur. 25 października 1805 w Telkwicach, zm. 1 maja 1884 tamże) – polski ziemianin, działacz społeczny, doktor prawa, właściciel majątków w Telkwicach, Łysomicach i Bukowie, syn Antoniego i Józefy z Białobłockich, brat Piotra Alkantarego.

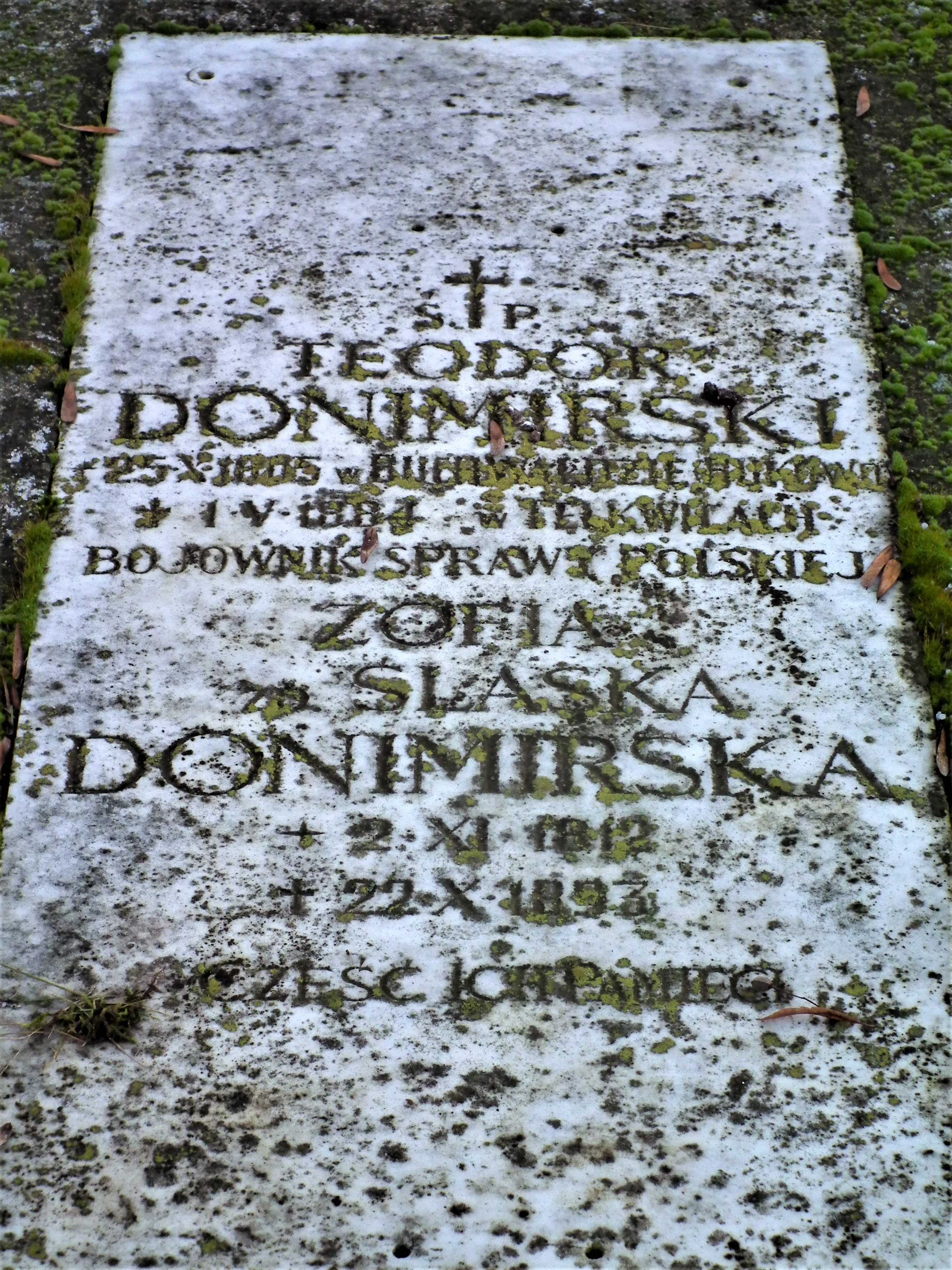
Grób w Kalwie

## Życiorys
Ukończył gimnazjum w Braniewie (1817–1826), a następnie studiował prawo i administrację we Wrocławiu, Bonn i Berlinie. Od ojca otrzymał majątek Bukowo (Buchwald), który dopiero w 1839 roku stał się jego prawną własnością. W roku 1838 wyruszył w podróż po Niemczech, Austrii, Czechach, Szwajcarii, odwiedzając przy tym Warszawę i Kraków, aby poznać nowoczesne metody gospodarowania na roli. Po powrocie zajął się działalnością publiczną.
W 1835 roku ożenił się z Hortensją z Kalksteinów (1821–1839) i miał z nią córkę. W 1843 roku zawarł drugi ślub z Zofią (1812–1893), córką Mateusza Ślaskiego z Trzebcza. Miał z nią czterech synów – Edwarda (1844–1907), Antoniego (1846–1912), Jana (1847–1927) i Teodora (1855–1881).
Jego gośćmi w majątkach byli m.in. Józef Ignacy Kraszewski, Jan Matejko czy Stanisław Tarnowski, profesor literatury na UJ.
Został pochowany na cmentarzu parafialnym w Kalwie.

## Działalność publiczna
Po studiach i ukończeniu egzaminu referendarskiego w 1832 roku pracował w sądownictwie i administracji rejencji kwidzyńskiej. W 1834 roku został wybrany do Zachodniopruskiego Ziemstwa Kredytowego (tzw. Landszafty) i pełnił tam funkcję radcy, a w latach 1852–1858 – dyrektora. Nie został ponownie wybrany przez działania prezesa rejencji kwidzyńskiej, który nie chciał, aby Polak znowu był dyrektorem.
W 1842 roku został posłem sejmiku prowincjonalnego w Królewcu. Był deputowanym Pruskiego Sejmu Prowincjonalnego, w 1847 roku do Zjednoczonego Sejmu, wreszcie do Parlamentu Związku Północnoniemieckiego (1867–1871).
W 1848 roku został jednym ze współzałożycieli Towarzystwa Pomocy Naukowej dla Młodzieży Prus Zachodnich w Chełmnie (w latach 1862–1884 prezes tej organizacji). Był współzałożycielem i udziałowcem Banku Kredytowego Donimirski-Kalkstein-Łyskowski i Spółka w Toruniu. Instytucja ta zajmowała się przede wszystkim kredytowaniem zagrożonych gospodarstw rolnych, a z czasem stała się bankiem centralnym dla ogółu banków ludowych na Pomorzu.
W marcu 1846 roku trafił do aresztu przez podejrzenia o organizację antypruskiego powstania. W 1849 roku z bratem Piotrem Alkantarym założył Ligę Polską w Postolinie na powiat sztumski i był jej delegatem do władz centralnych. 11 lutego 1862 roku wraz z Łyskowskim, Jackowskim, Radkiewiczem, Śląskim i Tokarskim założył Polski Centralny Komitet Wyborczy na Prusy Zachodnie i był jego wieloletni członkiem.
Zaangażował się także w walkę narodowowyzwoleńczą udzielając szerokiej pomocy powstańcom styczniowym. Zbierał datki od ziemian i przekazywał je powstańcom. Po upadku powstania zakładał towarzystwa rolnicze, pożyczkowe i kółka rolnicze, aby organizować życie Polaków. Propagował nowoczesne formy gospodarowania poprzez założone w 1865 Towarzystwo Rolnicze Ziemi Malborskiej oraz corocznie zwoływane w Toruniu sejmiki gospodarcze.
Był jednym z założycieli Gazety Toruńskiej w 1867 roku. W lutym 1869 roku został współinicjatorem założenia Towarzystwa Moralnych Interesów Ludności Polskiej pod Panowaniem Pruskim w Toruniu. Do lat 80., czyli cały czas działania instytucji, był jej prezesem.
Teodorowi Donimirskiemu zależało na oświacie, dlatego kierował komisjami oświaty i składał petycje do rządu pruskiego o poziomie szkolnictwa. 14 stycznia 1872 roku wziął udział w zebraniu organizacyjnym Towarzystwa Oświaty Ludowej w Poznaniu jako reprezentant Prus Zachodnich. Propagował czytelnictwo poprzez zakładanie bibliotek, rozprowadzanie książek i gazet, założył bibliotekę ludową, z której mogli korzystać okoliczni chłopi. Sam posiadał bogatą bibliotekę dworską. Był również jednym z inicjatorów założenia polskiej księgarni w Gietrzwałdzie. W grudniu 1875 roku organizował Towarzystwo Naukowe w Toruniu i stał się jego wpływowym członkiem. Dzięki niemu powstało z ramienia towarzystwa kółko historyczno-literackie w powiecie sztumowskim.